# Plecturocebus caquetensis
Il titi caquetà (Plecturocebus caquetensis (Defler et al., 2010))  è una  scimmia della famiglia Pitheciidae, descritta soltanto nel 2010.
Vive nella regione amazzonica della Colombia, al confine con Perù ed Ecuador.
Si stima che la sua popolazione sia molto scarsa, intorno ai 250 individui, a causa della distruzione del suo habitat già naturalmante ristretto per questo è considerata in pericolo critico. P. caquetensis has been listed among the World’s 25 Most Endangered Primates in 2017.